# Brayan Valdivia
Brayan Jesús Valdivia Valdivia (Santiago, 8 de julio de 1994) es un futbolista chileno que se desempeña como volante. Actualmente juega en Deportes Concepción de la Primera B de Chile.

## Trayectoria
Nacido en Santiago, se unió a la Escuela de fútbol de Pascual de Gregorio. Cuando este último se hizo cargo del primer equipo de Deportes Rengo en 2014, lo llevó como refuerzo, consolidándose como goleador de la Tercera División A en 2014 y campeón de la Copa Absoluta 2015. En el segundo semestre de 2015, fue anunciado como nuevo jugador de Unión San Felipe de la Primera B chilena.
En mayo de 2017, se anunció su traspaso a Universidad de Concepción de la Primera División chilena. Tras no lograr consolidarse, regreso cedido a Unión San Felipe, para en 2019 ser cedido a Ñublense. Para la temporada 2020, se desvincula del Campanil, para defender el primer semestre los colores de Deportes Copiapó, para luego fichar durante la segunda rueda por Deportes Melipilla.
En agosto de 2021 fue anunciado como nuevo jugador de Deportes Puerto Montt. El 20 de enero de 2023, es anunciado como refuerzo de Rangers.

## Clubes
| Club                        | País  | Año       |
| --------------------------- | ----- | --------- |
| Deportes Rengo              | Chile | 2014-2015 |
| Unión San Felipe            | Chile | 2015-2017 |
| Universidad de Concepción   | Chile | 2017-2020 |
| → Unión San Felipe (cedido) | Chile | 2018      |
| → Ñublense (cedido)         | Chile | 2019      |
| Deportes Copiapó            | Chile | 2020      |
| Deportes Melipilla          | Chile | 2020-2021 |
| Deportes Puerto Montt       | Chile | 2021-2022 |
| Rangers                     | Chile | 2023      |
| Deportes Concepción         | Chile | 2024-Act. |

## Palmarés

### Campeonatos nacionales
| Título           | Club                | País  | Año  |
| ---------------- | ------------------- | ----- | ---- |
| Copa Absoluta    | Deportes Rengo      | Chile | 2015 |
| Segunda División | Deportes Concepción | Chile | 2024 |

### Distinciones individuales
| Distinción                                                   | Año  |
| ------------------------------------------------------------ | ---- |
| Máximo goleador de la Tercera División A de Chile (17 goles) | 2014 |